# 10442 Biezenzo
10442 Biezenzo è un asteroide della fascia principale. Scoperto nel 1971, presenta un'orbita caratterizzata da un semiasse maggiore pari a 3,1804094 UA e da un'eccentricità di 0,0194112, inclinata di 10,76697° rispetto all'eclittica.
L'asteroide è dedicato al fisico olandese Cornelis B. Biezenzo, noto per il suo lavoro nel campo della meccanica applicata e per le ricerche sui materiali esposti a grandi pressioni esterne ed interne.